# Sandie Richardsová
Alexandra Angela "Sandie" Richardsová (* 6. listopadu 1968, Clerendon Park) je bývalá jamajská atletka, sprinterka. Její hlavní disciplínou byl běh na 400 metrů a specializovala se také na štafetové běhy na 4 × 400 metrů.
Pětkrát reprezentovala na letních olympijských hrách (Soul 1988, Barcelona 1992, Atlanta 1996, Sydney 2000, Athény 2004). Největší individuální úspěchy zaznamenala v roce 1992 v Barceloně a o čtyři roky později v Atlantě, kde shodně ve finále běhu na 400 metrů obsadila 7. místa.
Atletickou kariéru ukončila v roce 2004. Vystudovala sociologii na největší texaské univerzitě University of Texas at Austin.

## Osobní rekordy
- 400 m (hala) – 50,93 s – 14. března 1993, Toronto
- 400 m (dráha) – 49,79 s – 4. srpna 1997, Athény